# カントル・サンドロ
カントル・サンドロ（ハンガリー語: Kántor Sándor、1971年2月1日 - ）は、ハンガリーの元男子バレーボール選手、現指導者である。元ハンガリー代表。

## 来歴
地元カポシュヴァールのチームでキャリアを始め、17歳でハンガリー代表に選出される。
1994年からはドイツのブンデスリーガで、1997年からはイタリアのセリエAでプレー。
2002年からはVリーグの松下電器・パナソニックパンサーズに4シーズン在籍した。
2006年にパンサーズを退団しハンガリーに帰国。カポシュヴァールに復帰した。
2008年にはハンガリー男子代表監督に就任した。また、所属チームのカポシュヴァールでは2009年から選手兼任監督を務めた。
2011年に代表監督を退任、またこの年に現役引退。ハンガリーリーグ (hu) では復帰後の5連覇を含め通算8度の優勝を経験した。
2012年からはイタリアで女子チームの指導者を務めている。
2021年、サヴィーノ・デルベーネ・スカンディッチのコーチに就任した。

## 所属チーム

### 選手
- カポシュヴァール (hu) （-1994年）
- ASVダッハウ (de) （1994-1997年）
- バレー・フォルリ (it) （1997-1998年）
- モデナ・バレー（1998-2000年）
- クーネオ（2000-2002年）
- 松下電器・パナソニックパンサーズ（2002-2006年）
  -  カタールSC（2005年）
- カポシュヴァール (hu) （2006-2011年）

### 指導者
- ハンガリー男子代表 監督（2008-2011年）
- カポシュヴァール (hu)  監督（選手兼任、2009-2011年）
- Anderlini Modena 監督（2012-2013年）
- Casal de' Pazzi 監督（2013-2018年）
- UTEブダペスト 監督（2018-2020年）
- サヴィーノ・デルベーネ・スカンディッチ コーチ（2021年-）

## 球歴
- ハンガリー代表（1988-2008年）通算168試合出場

## 受賞歴
- 1995年 - ドイツ・ブンデスリーガ ベストサーバー
- 1996年 - ドイツ・ブンデスリーガ ベストサーバー、ベストスパイカー
- 1997年 - ドイツ・ブンデスリーガ ベストサーバー
- 2001年 - セリエA ゴールデンボール（ベストアタッカー）
- 2002年 - コッパ・イタリア ベストサーバー、ベストスパイカー
- ハンガリーバレーボール協会年間MVP (hu) 8回（1991、1992、1993、1994、2001、2002、2007、2009）

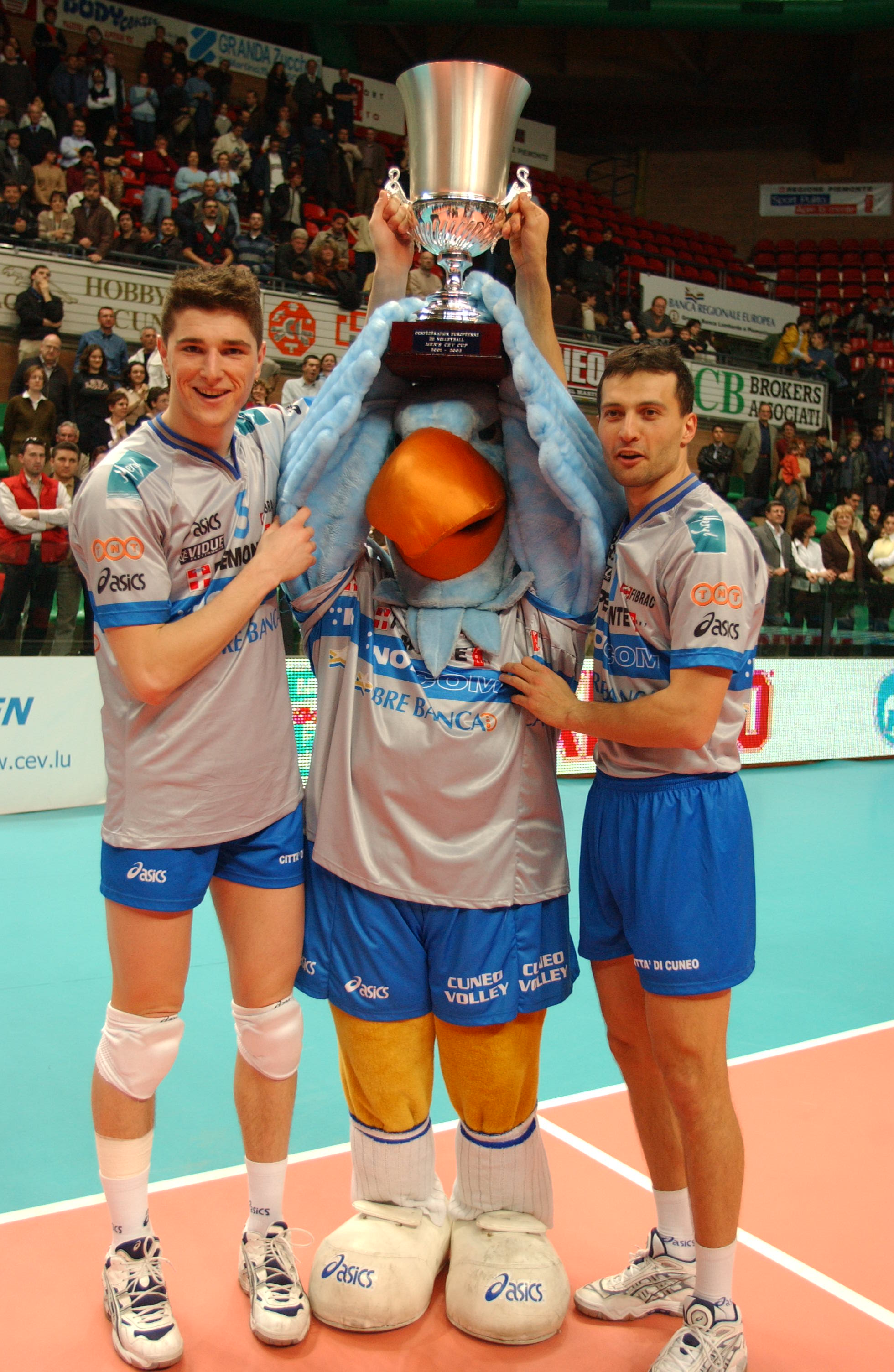
2001-02CEVカップでのイゴール・オムルチェンとカントル・サンドロ

## 人物
- イタリア語、英語、ドイツ語を話せる。
- 2006年にパンサーズを退団する際、「ハンガリー代表監督になってまた日本に戻って来たい」との言葉を残した[2]。
- 子供が2人いる。娘のメルセデス (it) はバレーボール選手である。